# Cyprian Romberg
Ciprian Friedrich Marianne Romberg (auch Cipriano Romberg; * 28. Oktober 1807 in Hamburg; † 14. Oktober 1865 ebenda) war ein deutscher Cellist.

## Leben
Cyprian Romberg war ein Sohn von Andreas Romberg und entstammte somit aus der Musikerfamilie Romberg. Er wurde unter der Leitung seines Großonkels Bernhard Romberg zum Violoncellisten ausgebildet. Er machte vor allem in den 1830er Jahren Konzertreisen in Deutschland, Ungarn, Böhmen. Später wurde er als Kammervirtuose Mitglied der kaiserlichen Kapelle in Sankt Petersburg, wo auch sein Bruder Heinrich Romberg wirkte. Danach lebte er zurückgezogen in Hamburg und ertrank am 14. Oktober 1865 bei Hamburg-Ottensen in der Elbe.

## Werke (Auswahl)
- Concertino für Violoncello und Orchester op. 1, verlegt bei Peters in Leipzig OCLC 165367546
- Fantasie für Violoncello und Orchester F-Dur op. 2, verlegt bei Peters in Leipzig, 1836 OCLC 1073416675 RISM ID: 850606911
- Das einsame Mädchen, Romanze, um 1860 OCLC 497288435